# Achelia oshimai
Achelia oshimai är en havsspindelart som beskrevs av Utinomi, H. 1954. Achelia oshimai ingår i släktet Achelia och familjen Ammotheidae. Inga underarter finns listade i Catalogue of Life.